# 聖塞瓦提烏斯教堂
聖塞瓦提烏斯教堂（德語：Stiftskirche St. Servatius）是位於德國城市奎德林堡的一座教堂。聖塞瓦提烏斯教堂修建於1070年至1129年期間，被列入了世界文化遺產。

## 外部連結
- Dom und Domschatz zu Quedlinburg